# Frullania tubercularis
Frullania tubercularis là một loài Rêu trong họ Jubulaceae. Loài này được S. Hatt. & P.J. Lin mô tả khoa học đầu tiên năm 1985.